# 宇土市立花園小学校
宇土市立花園小学校（うとしりつ はなぞのしょうがっこう）は、熊本県宇土市古保里町にある公立小学校。

## 沿革
- 1875年 （明治8年）- 花園小・古保里校・岩古曽校・松山校4校を設置。第5大学区白川県内第15中学区古保里村第209番小学と改称
- 1887年（明治20年） - 尋常小学校と改称
- 1890年（明治23年） - 花園尋常小学校と改称
- 1892年（明治25年） - 松山支校を分立、松山尋常小学校と改称
- 1898年（明治31年） - 花園・松山尋常小学校を併合、花園尋常小学校と称する。元の松山校を分教場に改称。
- 1900年（明治33年） - 松山分教場を廃して本校に併合
- 1911年（明治44年） - 修業年限2ヶ年の高等科を併置。花園尋常高等小学校と改称
- 1918年（大正7年） - 村立花園農業補習学校創設
- 1922年（大正11年） - 花園農業補習学校と改称
- 1926年（大正15年） - 花園青年訓練所設置
- 1935年（昭和10年） - 公民学校と青年訓練所を併合して青年学校と改称
- 1941年（昭和16年） - 花園国民学校と改称
- 1947年（昭和22年） - 花園村立花園小学校と改称
- 1954年（昭和29年） - 宇土町立花園小学校と改称
- 1958年（昭和33年） - 市制移行により宇土市立花園小学校と改称

## 歴代校長
- - 初代校長

## 学校周辺
- 花園郵便局
- キャピタルレジデンス
- 宇土市立花園幼稚園

## 著名な出身者
- 川副圭太 - 大相撲力士
- 草野直哉 - 大相撲力士
- 谷山湧人 - サッカー選手